# الدوري الإنجليزي لكرة القدم 1890–91
الدوري الإنجليزي لكرة القدم 1890–91 (بالإنجليزية: 1890–91 Football League)‏ هو موسم من دوري كرة القدم الإنجليزية. أقيم خلال الفترة 6 سبتمبر 1890 وحتى 18 أبريل 1891، وفاز فيه نادي إيفرتون.